# Armand Lepaffe
Armand Jacques Julien Lepaffe (Herstal, 18 januari 1908 - 9 april 1981) was een Belgische atleet, die gespecialiseerd was in het hordelopen. Hij nam eenmaal deel aan de Olympische Spelen en werd driemaal Belgisch kampioen.

## Biografie
Lepaffe werd tussen 1927 en 1929 drie opeenvolgende malen Belgisch kampioen op de 110 m horden. Hij nam in 1928 op hetzelfde nummer deel aan de Olympische Spelen van Amsterdam. Hij werd uitgeschakeld in de eerste ronde.

### Clubs
Lepaffe was aangesloten bij AS Herstal.

## Belgische kampioenschappen
| Onderdeel    | Jaar             |
| ------------ | ---------------- |
| 110 m horden | 1927, 1928, 1929 |

## Persoonlijke records
| Onderdeel    | Prestatie | Datum | Plaats |
| ------------ | --------- | ----- | ------ |
| 110 m horden | 16,2 s    | 1928  |        |

## Palmares

### 110 m horden
- 1927:  BK AC – 16,4 s
- 1928:  BK AC – 16,4 s
- 1928: 3e in reeks OS in Amsterdam
- 1929:  BK AC – 16,4 s
- 1930:  BK AC
- 1932:  BK AC